# Nokia N97
Nokia N97 – telefon z ekranem dotykowym oraz wysuwaną klawiaturą QWERTY. Producent określa urządzenie jako najmocniejszy na świecie mobilny komputer.
Telefon ma aparat 5 MPx z podwójnym oświetleniem LED, AGPS oraz związany z tym projekt, który łączy elementy serwisów społecznościowych z GPS i kompasem), HSDPA oraz Wi-Fi.

## Specyfikacja
| Cecha                       | Opis |
| --------------------------- | --- |
| Platforma/system operacyjny | S60 5th Edition, Symbian OS v9.4 |
| CPU                         | 32bit Freescale MXC300-30 ARM11 434 MHz |
| Pamięć (RAM\Flash\MMC)      | 128 MB RAM, wewnętrzna 32 GB, dołączona karta Micro SDHC max. 32 GB                                                                                       |
| zakresy GSM                 | 850/900/1800/1900 MHz |
| zakresy HSDPA               | 900/1900/2100 MHz |
| GPRS                        | Tak, klasa 32 |
| EDGE (EGPRS)                | Tak, klasa 32 |
| 3G                          | HSDPA (3.5G), 3.6 Mbit/s |
| Główny Ekran                | Dotykowy TFT, 16,777,216 kolorów, 360x640 pikseli, 3.5 cala                                                                                               |
| Kamera                      | Przednia 0.3 megapiksela, 2x zoom cyfrowy, tylna 5 MP(2584x1938), optyka Carl Zeiss, autofocus, wideo(VGA@30fps), lampa błyskowa, f/2.8, ogniskowa 5.4 mm |
| Nagrywanie wideo            | Tak, MPEG-4 640x480 @ 30fps, nHD 16:9, MPEG-4 SP 640x352 @ 30fps                                                                                          |
| Komunikacja multimedialna   | Tak |
| Wideorozmowy                | Tak |
| Java                        | Tak, MIDP 2.1 |
| Slot kart pamięci           | Tak, SDHC, do 32 GB, wymiana przy włączonym urządzeniu |
| Bluetooth                   | Tak, 2.0+EDR |
| Podczerwień                 | Nie |
| Kabel do komputera          | Tak, Micro USB 2.0, Nokia AV 3.5 mm |
| Przeglądarka                | WAP 2.0/XHTML, HTML, RSS feeds |
| Email                       | Tak |
| Radio                       | Radio FM stereo z RDS |
| Odtwarzacz muzyki           | Tak, AAC, eAAC, eAAC+, MP3, WMA |
| Odtwarzacz wideo            | Tak, H.264/AVC, MPEG-4, RealVideo 7,8,9/10, WMV 9 @ 30fps                                                                                                 |
| Dzwonki polifoniczne        | Tak, 64 głosy |
| Dzwonki                     | Tak – MIDI, AMR (NB-AMR), WAV, MP3, AAC2 |
| Zestaw głośnomówiący        | Tak |
| Tryb offline                | Tak |
| Bateria                     | BP-4L 3.7V 1500 mAh |
| Czas rozmów                 | do 6.6 godzin (GSM), 5.3 godzin (WCDMA) |
| Czas gotowości              | do 430 godzin (GSM), 400 godzin (WCDMA) |
| Waga                        | 150 gramów |
| Wymiary                     | 117.2 × 55.3 x 15.91(18.25 przy kamerze) mm, |
| SAR-Rating                  | 0.5 W/kg |
| Dostępny                    | Czerwiec 2009 |
| VOIP                        | Skype (dostępny na stronie producenta) |
| Inne                        | A-GPS, Nokia Maps 3.0 Touch, kompas cyfrowy, wyjście TV, przeglądarka dokumentów                                                                          |